# North Harbour (Burin)
Pour les articles homonymes, voir North Harbour.
North Harbour est une petite communauté canadienne située sur la péninsule de Burin de l'île de Terre-Neuve dans la province de Terre-Neuve-et-Labrador. Elle est située sur la route 210-11 au sud de Goose Cove et de la route 210.

## Annexe